# Eagle Wings
Eagle Wings, también conocida como Eagle Wings: The Nigerian Air Force Story, es una película nigeriana de acción bélica de 2021 dirigida por Paul Apel Papel. Es la primera colaboración entre el ejército nigeriano y Nollywood. La trama de la película se basa en las experiencias de los soldados de la Fuerza Aérea Nigeriana y su lucha contra la insurgencia en la parte norte de Nigeria. Se estrenó en cines el 12 de marzo de 2021 y obtuvo críticas mixtas.

## Elenco
- Enyinna Nwigwe como Nuru
- Femi Jacobs
- Yakubu Muhammed
- Uzee Usman
- Funky Mallam
- Patience Ujah
- Sadiq Daba como presidente de Nigeria
- Francis Duru
- Iyke Odiase
- Nazaret Jesse
- Sidney Idiala

## Producción
Paul Apel Papel se desempeñó como productor de la película con Papel Productions. La Fuerza Aérea nigeriana también se unió como coproductores del proyecto, siendo la primera colaboración entre Nigerian Film Corporation y Nigerian Air Force Investments Limited. La trama de la película se hizo en base a historias de la vida real del personal militar nigeriano y fue confirmada oficialmente por el Ministerio de Defensa de Nigeria en Twitter.
El rodaje comenzó el 25 de febrero de 2020 en el estado de Kaduna hasta abril de 2020. La filmación se interrumpió en parte debido a la pandemia de COVID-19 en el país, pero continuó con el apoyo del ejército nigeriano. Se informó que la Fuerza Aérea de Nigeria había proporcionado asistencia financiera voluntaria, equipo y logística necesarios para facilitar la producción de la película. Fue filmada con aviones y armas reales de la Fuerza Aérea de Nigeria.
Se desarrolló principalmente en las instalaciones de la fuerza aérea en Kaduna, Maiduguri y Abuya. La Fuerza Aérea de Nigeria proporcionó capacitación a los miembros del elenco.
Se utilizaron cámaras y dispositivos de guerra de alta calidad, siendo la primera película nigeriana en utilizar equipos de guerra importantes. También fue la primera de Nollywood filmada con lentes anamórficas Atlaslensco Orion 2x en mini cámaras Alexa. Los segmentos de la película se filmaron con una cámara de película Arri, formato Open Gate en el códec 4444XQ utilizando lentes anamórficos.
La postproducción se completó en Papel Image Tech en Abuya.

## Lanzamiento
Se estrenó en Abuya el 25 de febrero de 2021 y en Lagos el 7 de marzo. El estreno en cines a nivel nacional se realizó el 12 de marzo del mismo año.